# Tomáš Vybíral
Tomáš Vybíral (29. září 1911, Moravský Písek – 21. února 1981, Londýn, Velká Británie) byl československý stíhač – letecké eso v době druhé světové války. Od 1. ledna do 1. listopadu 1943 velel 312. čs. stíhací peruti a od 1. února 1944 do 15. listopadu 1944 velel Československému stíhacímu wingu, který vodil na ofenzívní akce nad okupovanou Evropou, mj. v době vylodění v Normandii. Obdržel vysoká československá, britská a francouzská vyznamenání.

## Před druhou světovou válkou
Po maturitě na vyšším reformním reálném gymnáziu v Břeclavi (studoval zde v letech 1927–1931) se podrobil odvodu a odešel na vojnu. Prezenční službu prodělával v letech 1932–1933 ve Škole na důstojníky letectva v záloze v Prostějově. Získal zde kvalifikaci leteckého pozorovatele a příslušnou praxi pak prodělával u Leteckého pluku 2 v Olomouci. Již tehdy patřil k velkým vojenským talentům. O míře jeho schopností i ctižádosti snad nejlépe vypovídá skutečnost, že dosáhl hodnosti podporučíka (1. března 1934), nejvyšší, jakou mohl voják prezenční služby získat. Nebylo tedy ani divu, že poté se rozhodl pro dráhu důstojníka letectva z povolání a přihlásil se ke studiu na Vojenské akademii (1934–1936). První ročník, který byl všeobecně vojenského zaměření strávil v Hranicích, druhý pak opět v Prostějově při výcviku u své oblíbené zbraně – letectva. Zde získal i kvalifikaci pilota. Z akademie byl slavnostně vyřazen 1. srpna 1936 jako poručík letectva s hodnocením „velmi dobrý“ s pořadím sedmý z dvaadvaceti akademiků jeho ročníku.

## Za druhé světové války

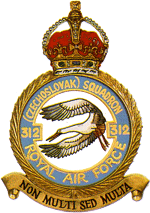
Znak 312. čs. peruti RAF, které Tomáš Vybíral velel

## Po druhé světové válce
Po návratu do vlasti Tomáš Vybíral studoval Vysokou školu válečnou. Po absolutoriu v červenci 1946 byl jmenován zástupcem velitele 1. letecké divize v Praze a v říjnu 1946 zatímním velitelem protiletecké obrany Čech. V listopadu 1947 nastoupil k velitelství III. leteckého sboru v Brně a v březnu 1948 velitelem Leteckého pluku 43 Edvarda Beneše v Přerově. V dubnu 1948 byl z politických důvodů zproštěn funkce a odeslán na nucenou dovolenou s předpokládaným propuštěním v říjnu. V září téhož roku emigroval, aby se vyhnul zatčení a uvěznění, řídil rezidenturu v Kodani. Ve Velké Británii se angažoval v protikomunistickém odboji: pracoval do roku 1957 jako zpravodajec Czechoslovak Inteligence Office, poté se stal předsedou Československé obce legionářské v Londýně.
Tomáš Vybíral zemřel v Londýně 21. února 1981, pohřben je na hřbitově v Brookwoodu. V roce 1991 byl povýšen na generála in memoriam.

## Vyznamenání

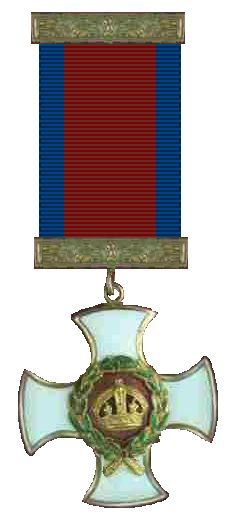
Řád za vynikající službu (Distinghuised Service Order, DSO)

Zásluhy Tomáše Vybírala ve vzduchu i na zemi byly oceněny řadou vysokých československých i spojeneckých vyznamenání, přičemž některá obdržel opakovaně:
- 1940  Řád čestné legie, V. třída - rytíř
- 1940  Válečný kříž 1939–1945, se třemi palmami a dvěma stříbrnými hvězdami
- 1940  Československý válečný kříž 1939 udělen 28.10.1940
- 1941  Československá medaile Za chrabrost před nepřítelem, udělen 08.08.1941
- 1941  Československý válečný kříž 1939, udělen podruhé 07.10.1941
- 1942  Československá medaile Za chrabrost před nepřítelem, udělen podruhé 25-6.10.1942
- 1942  Československá medaile Za chrabrost před nepřítelem, udělen potřetí 26.10.1942
- 1943  Československá medaile Za chrabrost před nepřítelem, udělen počtvrté 05.05.1943
- 1944  Záslužný letecký kříž
- 1944  Československá vojenská medaile za zásluhy, I. stupeň
- 1944  Československý válečný kříž 1939, udělen potřetí 26.07.1944
- 1944  Československý válečný kříž 1939, udělen počtvrté 26.07.1944
- 1944  Pamětní medaile československé armády v zahraničí, se štítky Francie a Velká Británie
- 1944  Řád za vynikající službu
- 1945  Hvězda 1939–1945[7]
- 1945  Československý válečný kříž 1939, udělen popáté 22.03.1945
- 1946  Řád čestné legie, IV. třída - důstojník
- Medaile Za obranu[8]
- Válečná medaile 1939–1945[9]
- Evropská hvězda leteckých osádek[10]
- 2008  Kříž obrany státu ministra obrany České republiky
- 2009  Čestná pamětní medaile k 90. výročí vzniku Československé republiky[11]

## Schody Tomáše Vybírala
Letecké eso RAF Tomáše Vybírala připomíná velkoformátová malba (mural art – murál) nazvaná „Schody Tomáše Vybírala“. Dílo je vkomponováno do terasovitého schodiště u základní školy, která nese jeho jméno a která se nachází v přilehlé Vybíralově ulici na Černém Mostě v Praze. Iniciátorem projektu je místní obyvatel Vojtěch Havlovec. Murál byl slavnostně odhalen v úterý 6. května 2025 v rámci oslav 80 let od ukončení druhé světové války. Malbu financovala městská část Prahy 14 (cca 500 tisíc korun včetně DPH) a vznikla v rámci projektu rekonstrukce bezprostřeního okolí školy (projekt „Bezpečné cesty do škol“). Autorkou uměleckého návrhu murálu je designérka a ilustrátorka ze studia DrawETC Markéta Troy Ryplová (pracující pod uměleckým jménem Troy). Vlastní provedení malby v terénu zabralo 6 dní, zatímco umělecký návrh si vyžádal dvouměsíční práci. Mural vytváří tzv. polymorfní efekt spočívající v tom, že se malba „rozlévá“ po schodech v jedné části, ale v okamžiku, kdy pozorovatel zaujme správné místo a úhel pohledu, tak se malba „slije“ do jedné viditelné „kresební roviny“. Murál zachycuje několik letadel, mezi nimi i oba vojenské stroje (hurricane a spitfire) na nichž Tomáš Vybíral létal, jsou na nich zobrazeny i jeho volací znaky a znaky jeho spolubojovníků z 312. československé stíhací perutě RAF. Dále malba zachycuje pilotovu podobiznu v letecké kukle a znak 312. československé stíhací perutě RAF včetně jejího hesla „Non multi sed multa“ - „Ne mnozí (muži), ale mnoho (činů)“. Murál bude doplněn (do konce května 2025) o plaketu s QR kódem obsahujícím URL adresu vedoucí na stránku s informacemi o projektu a letcích (na webu Prahy 14).

### Fotogalerie

Murál Schody Tomáše Vybírala na pražském Černém Mostě
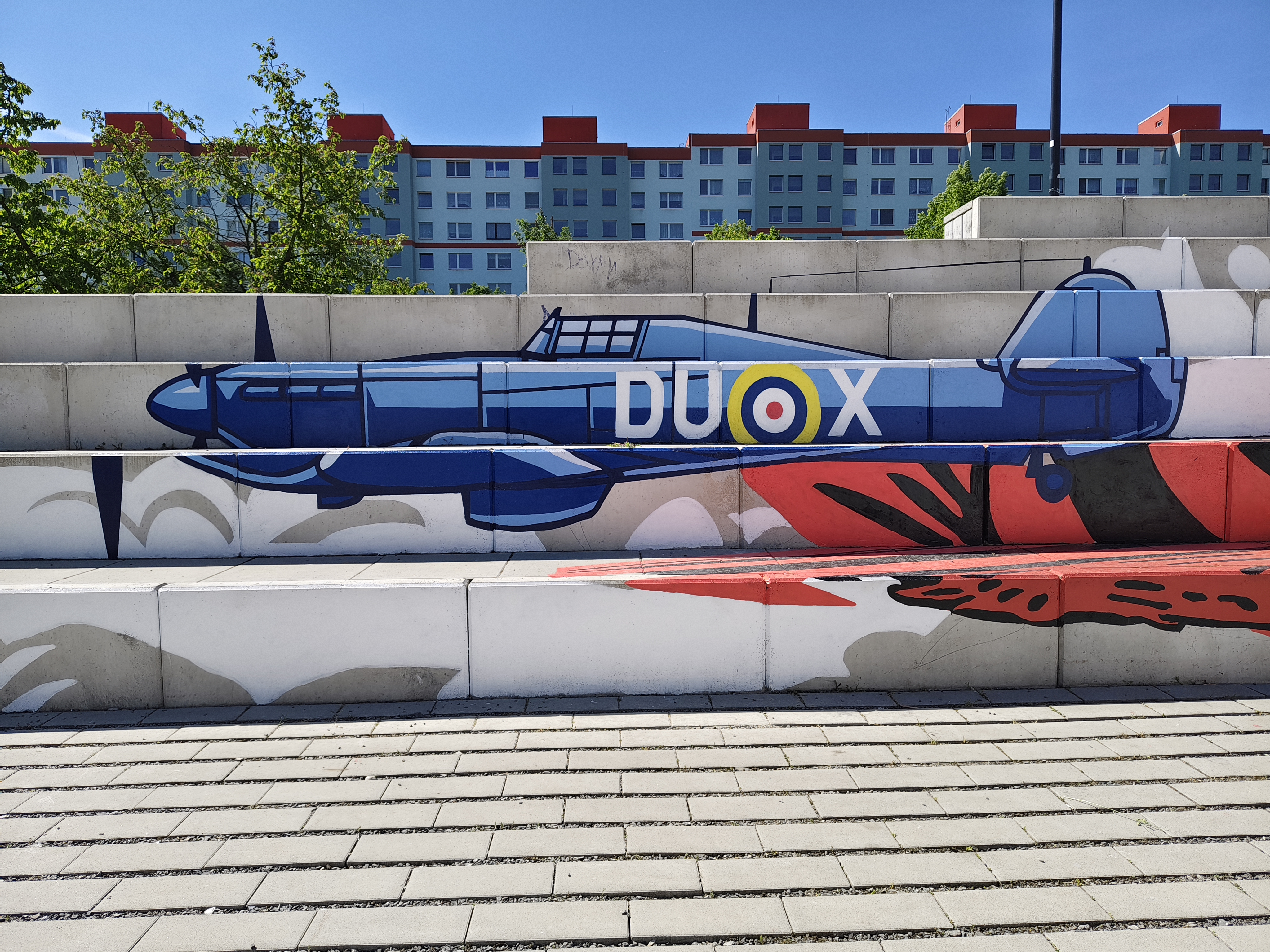
Detail levé (krátké) části malby
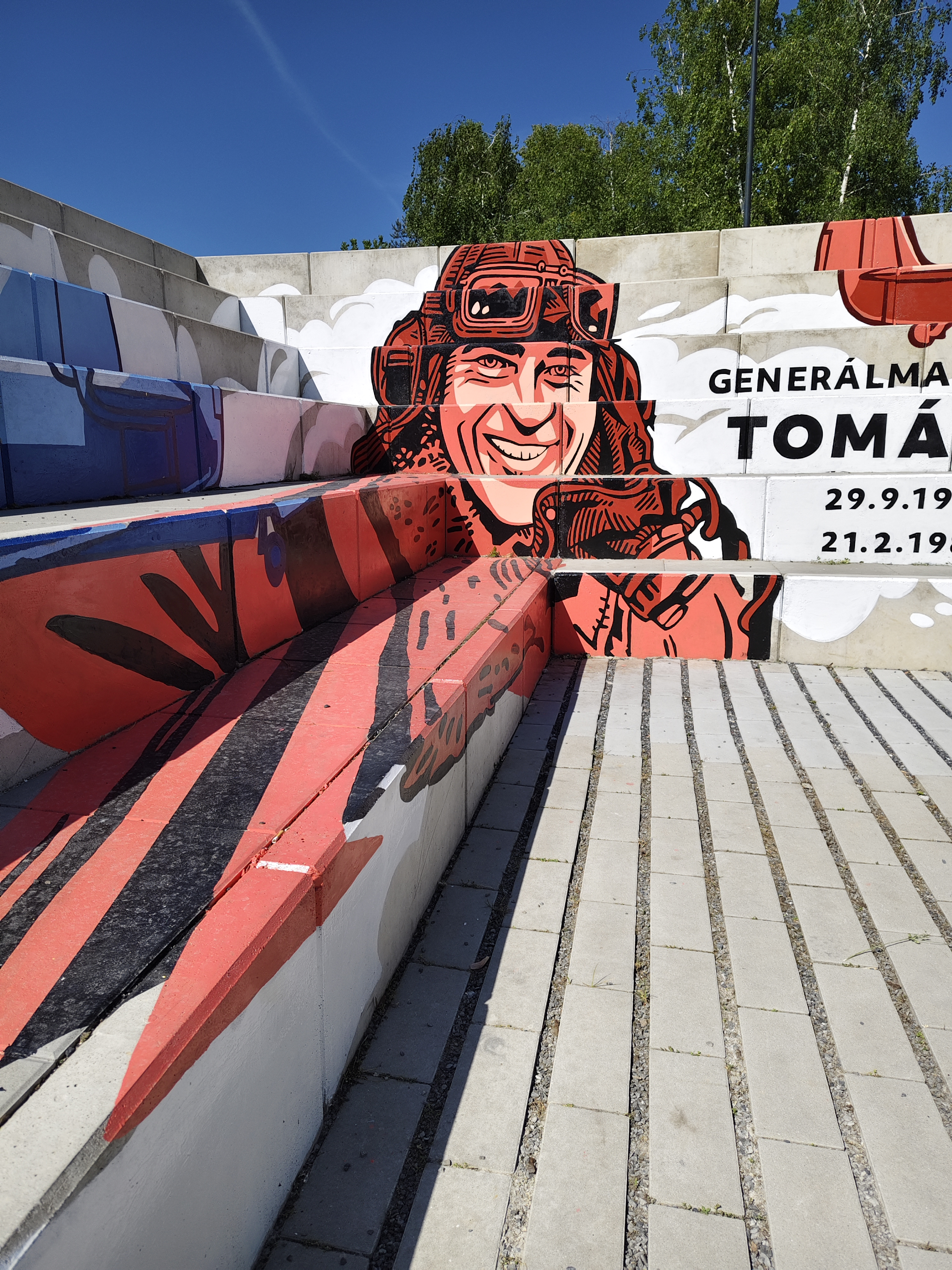
Portrét pilota Tomáše Vybírala v letecké kukle
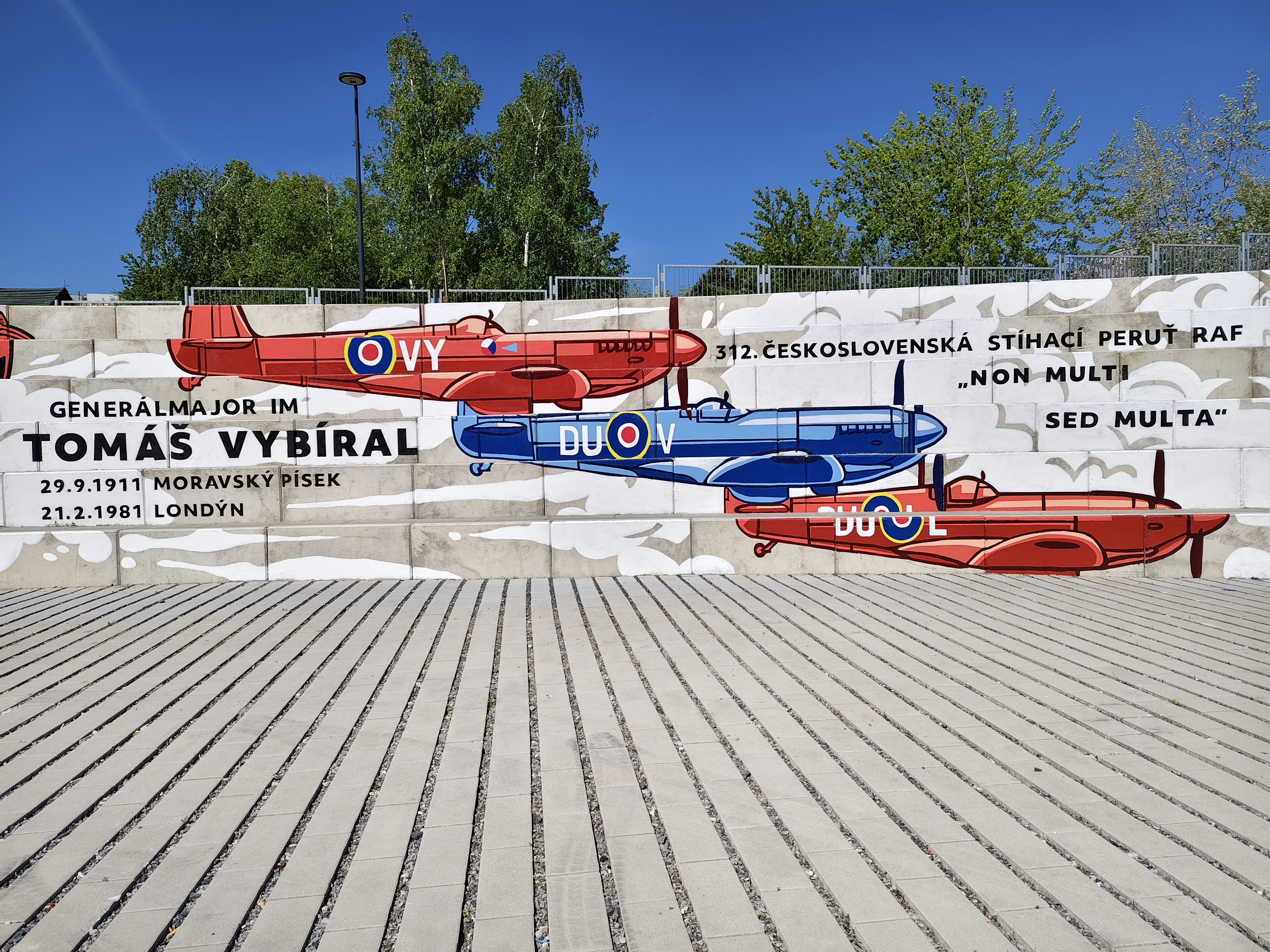
Prostřední část murálu s malbami vojenských aeroplánů
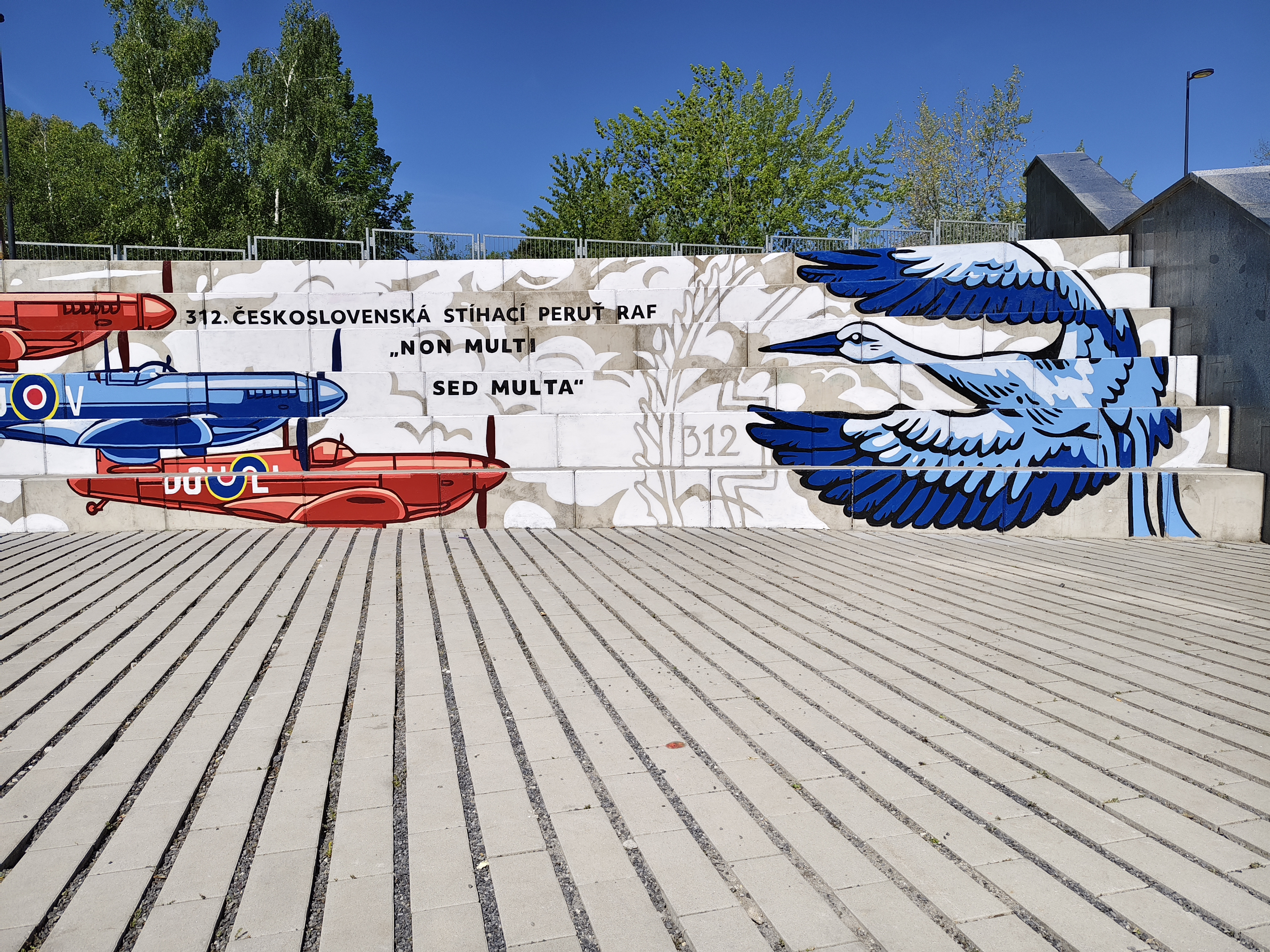
Pravá část murálu